# فولفغانغ أوفيرات
فولفغانغ أوفيرات (بالألمانية: Wolfgang Overath)‏ ولد 29 سبتمبر 1943 في زيغبورغ، ألمانيا النازية، هو لاعب كرة قدم ألماني سابق كان يلعب كلاعب وسط. سبق له أن لعب في كأس العالم لكرة القدم مع منتخب بلاده.

## مسيرته الكروية
لعب فولفغانغ أوفيرات خلال مسيرته الاحترافية مع نادِ واحدٍ في أربعة عشر موسمًا وسجل خلالها 84 هدفًا ضمن 409 مباراة. حيث فاز في موسمين بالكأس وفي موسم واحد بالدوري.
خاض فولفغانغ أوفيرات مسيرته مع نادي كولن في موسم 1963–64 ليلعب معه أربعة عشر موسمًا، مشاركًا في 409 مباراة سجل خلالها 84 هدفًا.

## روابط خارجية
- فولفغانغ أوفيرات على موقع IMDb (الإنجليزية)
- فولفغانغ أوفيرات على موقع ديسكوغز (الإنجليزية)
- فولفغانغ أوفيرات على موقع قاعدة بيانات الفيلم (الإنجليزية)
- فولفغانغ أوفيرات على موقع كينوبويسك (الروسية)

- فولفغانغ أوفيرات على موقع الاتحاد الدولي (مؤرشف)  (الإنجليزية)
- فولفغانغ أوفيرات على موقع قاعدة بيانات كرة القدم.إي يو (الإنجليزية)
- فولفغانغ أوفيرات على موقع بيانات كرة القدم. دي إي (الألمانية)
- فولفغانغ أوفيرات على موقع ناشيونال فوتبول تيمز (الإنجليزية)
- فولفغانغ أوفيرات على موقع عالم كرة القدم.نت (الإنجليزية)